# Platygaster szelenyii
Platygaster szelenyii är en stekelart som beskrevs av Lars Huggert 1975. Platygaster szelenyii ingår i släktet Platygaster och familjen gallmyggesteklar. Inga underarter finns listade i Catalogue of Life.